# Pic de Soliguera
El Pic de Soliguera és una muntanya de 2.592 metres que es troba al municipi de Lladorre, a la comarca del Pallars Sobirà.